# Copa de Polonia
La Copa de Polonia (en polaco: Puchar Polski) es la copa nacional de fútbol y torneo de eliminatorias más importante del fútbol polaco. La competición es organizada por la Asociación Polaca de Fútbol, fue creada en 1926 y se disputa continuamente desde 1962. El club con más títulos es el Legia de Varsovia con 21 copas.
La primera edición de la Copa de Polonia tuvo lugar en 1926, pero fue abandonada rápidamente. A finales de 1930, la Copa de fútbol del Presidente de Polonia fue disputada entre 1936 y 1939, y contó con los equipos de los distritos regionales de la PZPN.
El equipo campeón accede a la segunda ronda de clasificación de la Liga Europa Conferencia de la UEFA, y obtiene el derecho de enfrentar al campeón de la Ekstraklasa en la Supercopa de Polonia.

## Sistema de competición
La participación está abierta a cualquier club registrado en la Asociación Polaca de Fútbol, con independencia de la categoría nacional en la que compita. Los equipos reserva y los veteranos también son elegibles. De hecho, los equipos reserva llegaron a la final en dos ocasiones (y la ganaron una vez). La Copa es muy popular entre los equipos de nivel inferior, ya que les da la posibilidad de jugar ante los equipos más conocidos. En algunos casos incluso llegaron a la final, con el ejemplo más famoso en el Czarni Żagań, que en 1964-65 perdió la final 0-4 ante el Górnik Zabrze.
Los clubes más modestos de la liga tienen que pasar por rondas de clasificación regionales y los ganadores de estas unirse a los equipos de la primera y segunda división de la competición propiamente dicha. Las calificaciones regionales comienzan en la temporada anterior, por lo que una edición de la Copa de Polonia para equipos de divisiones menores puede durar dos temporadas. Cada eliminatoria es decidida por un solo partido que se celebra en el estadio del equipo de la división más baja. La final era a un solo partido, pero entre 2000 a 2006 se disputó a doble partido, volviendo a disputarse en partido único en 2007. Desde 2014 la final se disputa en el Estadio Nacional de Varsovia.

## Historial
Nota: Entre paréntesis, veces que ha sido campeón el club.
| Edición | Campeón                            | Resultado               | Subcampeón                     | Sede Final                                                                     | Nota(s)                        |
| ------- | ---------------------------------- | ----------------------- | ------------------------------ | ------------------------------------------------------------------------------ | ------------------------------ |
| 1925-26 | Wisła Cracovia S. A.               | 2 - 1                   | L. K. S. Sparta Lwów           | Estadio Henryk Reyman, Cracovia                                                | Primer campeonato profesional  |
| 1927-50 | Campeonato interrumpido            | Campeonato interrumpido | Campeonato interrumpido        | Campeonato interrumpido                                                        | Campeonato interrumpido        |
| 1950-51 | K. S. Ruch Chorzów                 | 2 - 0                   | Wisła Cracovia S. A.           | Estadio del Ejército Polaco, Varsovia                                          |                                |
| 1951-52 | K. S. Polonia Varsovia             | 1 - 0                   | Legia II Varsovia S. A.        | Estadio del Ejército Polaco, Varsovia                                          |                                |
| 1952-53 | Edición no disputada               | Edición no disputada    | Edición no disputada           | Edición no disputada                                                           | Edición no disputada           |
| 1953-54 | W. K. S. Gwardia Varsovia (1)      | 0 - 0, 3 - 1            | Wisła Cracovia S. A.           | Estadio del Ejército Polaco, Varsovia Estadio Olímpico de Breslavia, Breslavia | Final a doble partido          |
| 1954-55 | Legia Varsovia S. A.               | 5 - 0                   | K. S. Lechia Gdańsk            | Estadio del Ejército Polaco, Varsovia                                          |                                |
| 1955-56 | Legia Varsovia S. A.               | 3 - 0                   | K. S. Górnik Zabrze            | Estadio Dziesięciolecia, Varsovia                                              |                                |
| 1956-57 | Ł. K. S. Łódź (1)                  | 2 - 1                   | K. S. Górnik Zabrze            | Estadio Municipal de Łódź, Łódź                                                |                                |
| 1957-58 | Ediciones no disputadas            | Ediciones no disputadas | Ediciones no disputadas        | Ediciones no disputadas                                                        | Ediciones no disputadas        |
| 1958-59 | Ediciones no disputadas            | Ediciones no disputadas | Ediciones no disputadas        | Ediciones no disputadas                                                        | Ediciones no disputadas        |
| 1959-60 | Ediciones no disputadas            | Ediciones no disputadas | Ediciones no disputadas        | Ediciones no disputadas                                                        | Ediciones no disputadas        |
| 1960-61 | Ediciones no disputadas            | Ediciones no disputadas | Ediciones no disputadas        | Ediciones no disputadas                                                        | Ediciones no disputadas        |
| 1961-62 | Zagłębie Sosnowiec S. A.           | 2 - 1                   | K. S. Górnik Zabrze            | Estadio de Silesia, Chorzów                                                    |                                |
| 1962-63 | Zagłębie Sosnowiec S. A.           | 2 - 0                   | K. S. Ruch Chorzów             | Estadio de Silesia, Chorzów                                                    |                                |
| 1963-64 | Legia Varsovia S. A.               | 2 - 1                   | K. S. Polonia Bytom            | Estadio Dziesięciolecia, Varsovia                                              |                                |
| 1964-65 | K. S. Górnik Zabrze                | 4 - 0                   | M. K. S. Czarni Żagań          | Estadio MOSiR, Zielona Góra                                                    |                                |
| 1965-66 | Legia Varsovia S. A.               | 2 - 1                   | K. S. Górnik Zabrze            | Estadio Edmund Szyc, Poznań                                                    |                                |
| 1966-67 | Wisła Cracovia S. A.               | 2 - 0                   | R. K. S. Raków Częstochowa     | Estadio Municipal de Kielce, Kielce                                            |                                |
| 1967-68 | K. S. Górnik Zabrze                | 3 - 0                   | K. S. Ruch Chorzów             | Estadio de Silesia, Chorzów                                                    |                                |
| 1968-69 | K. S. Górnik Zabrze                | 2 - 0                   | Legia Varsovia S. A.           | Estadio Municipal de Łódź, Łódź                                                |                                |
| 1969-70 | K. S. Górnik Zabrze                | 3 - 1                   | K. S. Ruch Chorzów             | Estadio de Silesia, Chorzów                                                    |                                |
| 1970-71 | K. S. Górnik Zabrze                | 3 - 1                   | Zagłębie Sosnowiec S. A.       | Estadio de Silesia, Chorzów                                                    |                                |
| 1971-72 | K. S. Górnik Zabrze (6)            | 5 - 2                   | Legia Varsovia S. A.           | Estadio Municipal de Łódź, Łódź                                                | Récord de títulos consecutivos |
| 1972-73 | Legia Varsovia S. A.               | 0 - 0 (4 - 2 pen.)      | K. S. Górnik Zabrze            | Estadio Edmund Szyc, Poznań                                                    |                                |
| 1973-74 | K. S. Ruch Chorzów                 | 2 - 0                   | W. K. S. Gwardia Varsovia      | Estadio del Ejército Polaco, Varsovia                                          |                                |
| 1974-75 | Z. K. S. Stal Rzeszów (1)          | 0 - 0 (3 - 2 pen.)      | R. O. W. II Rybnik             | Estadio Józef Piłsudski, Cracovia                                              |                                |
| 1975-76 | W. K. S. Śląsk Wrocław             | 2 - 0                   | F. K. S. Stal Mielec           | Estadio del Ejército Polaco, Varsovia                                          |                                |
| 1976-77 | Zagłębie Sosnowiec S. A.           | 1 - 0                   | K. S. Polonia Bytom            | Estadio de Silesia, Chorzów                                                    |                                |
| 1977-78 | Zagłębie Sosnowiec S. A. (4)       | 2 - 0                   | G. K. S. Piast Gliwice         | Estadio de Silesia, Chorzów                                                    |                                |
| 1978-79 | K. S. Arka Gdynia                  | 2 - 1                   | Wisła Cracovia S. A.           | Estadio Municipal de Lublin, Lublin                                            |                                |
| 1979-80 | Legia Varsovia S. A.               | 5 - 0                   | K. K. S. Lech Poznań           | Estadio Municipal de Częstochowa, Częstochowa                                  |                                |
| 1980-81 | Legia Varsovia S. A.               | 1 - 0                   | K. S. Pogoń Szczecin           | Estadio Municipal de Kalisz, Kalisz                                            |                                |
| 1981-82 | K. K. S. Lech Poznań               | 1 - 0                   | K. S. Pogoń Szczecin           | Estadio Oporowska, Breslavia                                                   |                                |
| 1982-83 | K. S. Lechia Gdańsk                | 2 - 1                   | G. K. S. Piast Gliwice         | Estadio Municipal de Piotrków Trybunalski, Piotrków Trybunalski                |                                |
| 1983-84 | K. K. S. Lech Poznań               | 3 - 0                   | Wisła Cracovia S. A.           | Estadio del Ejército Polaco, Varsovia                                          |                                |
| 1984-85 | R. T. S. Widzew Łódź (1)           | 0 - 0 (3 - 1 pen.)      | G. K. S. Katowice              | Estadio del Ejército Polaco, Varsovia                                          |                                |
| 1985-86 | G. K. S. Katowice                  | 4 - 1                   | K. S. Górnik Zabrze            | Estadio de Silesia, Chorzów                                                    |                                |
| 1986-87 | W. K. S. Śląsk Wrocław (2)         | 0 - 0 (4 - 3 pen.)      | G. K. S. Katowice              | Estadio Municipal de Opole, Opole                                              |                                |
| 1987-88 | K. K. S. Lech Poznań               | 1 - 1 (3 - 2 pen.)      | Legia Varsovia S. A.           | Estadio Widzew Łódź, Łódź                                                      |                                |
| 1988-89 | Legia Varsovia S. A.               | 5 - 2                   | Jagiellonia Białystok S. S. A. | Estadio OSiR, Olsztyn                                                          |                                |
| 1989-90 | Legia Varsovia S. A.               | 2 - 0                   | G. K. S. Katowice              | Estadio Widzew Łódź, Łódź                                                      |                                |
| 1990-91 | G. K. S. Katowice                  | 1 - 0                   | Legia Varsovia S. A.           | Estadio Municipal de Piotrków Trybunalski, Piotrków Trybunalski                |                                |
| 1991-92 | M. K. S. Miedź Legnica (1)         | 1 - 1 (4 - 3 pen.)      | K. S. Górnik Zabrze            | Estadio del Ejército Polaco, Varsovia                                          |                                |
| 1992-93 | G. K. S. Katowice (3)              | 1 - 1 (5 - 4 pen.)      | K. S. Ruch II Chorzów          | Estadio de Silesia, Chorzów                                                    |                                |
| 1993-94 | Legia Varsovia S. A.               | 2 - 0                   | Ł. K. S. Łódź                  | Estadio del Ejército Polaco, Varsovia                                          |                                |
| 1994-95 | Legia Varsovia S. A.               | 2 - 0                   | G. K. S. Katowice              | Estadio del Ejército Polaco, Varsovia                                          |                                |
| 1995-96 | K. S. Ruch Chorzów (3)             | 1 - 0                   | G. K. S. Bełchatów             | Estadio Polonia Varsovia, Varsovia                                             |                                |
| 1996-97 | Legia Varsovia S. A.               | 2 - 0                   | G. K. S. Katowice              | Estadio Municipal de Łódź, Łódź                                                |                                |
| 1997-98 | K. S. Amica Wronki                 | 5 - 3                   | K. S. Aluminium Konin          | Estadio Municipal de Poznań, Poznań                                            |                                |
| 1998-99 | K. S. Amica Wronki                 | 1 - 0                   | G. K. S. Bełchatów             | Estadio Municipal de Poznań, Poznań                                            |                                |
| 1999-00 | K. S. Amica Wronki (3)             | 2 - 2, 3 - 0            | Wisła Cracovia S. A.           | Estadio Henryk Reyman, Cracovia Estadio Amica Wronki, Wronki                   | Final a doble partido          |
| 2000-01 | K. S. Polonia Varsovia (2)         | 2 - 1, 2 - 2            | K. S. Górnik Zabrze            | Estadio Ernest Pohl, Zabrze Estadio Polonia Varsovia, Varsovia                 | Final a doble partido          |
| 2001-02 | Wisła Cracovia S. A.               | 4 - 2, 4 - 0            | K. S. Amica Wronki             | Estadio Amica Wronki, Wronki Estadio Henryk Reyman, Cracovia                   | Final a doble partido          |
| 2002-03 | Wisła Cracovia S. A.               | 0 - 1, 3 - 0            | Wisła Płock S. A.              | Estadio Kazimierz Górski, Płock Estadio Henryk Reyman, Cracovia                | Final a doble partido          |
| 2003-04 | K. K. S. Lech Poznań               | 2 - 0, 0 - 1            | Legia Varsovia S. A.           | Estadio Municipal de Poznań, Poznań Estadio del Ejército Polaco, Varsovia      | Final a doble partido          |
| 2004-05 | K. S. Dyskobolia Grodzisk W.       | 2 - 0, 0 - 1            | Zagłębie Lubin S. A.           | Estadio Dyskobolia, Grodzisk W. Estadio Zagłębie Lubin, Lubin                  | Final a doble partido          |
| 2005-06 | Wisła Płock S. A. (1)              | 3 - 2, 3 - 1            | Zagłębie Lubin S. A.           | Estadio Zagłębie Lubin, Lubin Estadio Kazimierz Górski, Płock                  | Final a doble partido          |
| 2006-07 | K. S. Dyskobolia Grodzisk W. (2)   | 2 - 0                   | Korona Kielce S. S. A.         | Estadio GKS Bełchatów, Bełchatów                                               |                                |
| 2007-08 | Legia Varsovia S. A.               | 0 - 0 (4 - 3 pen.)      | Wisła Cracovia S. A.           | Estadio GKS Bełchatów, Bełchatów                                               |                                |
| 2008-09 | K. K. S. Lech Poznań (5)           | 1 - 0                   | K. S. Ruch Chorzów             | Estadio de Silesia, Chorzów                                                    |                                |
| 2009-10 | Jagiellonia Białystok S. S. A. (1) | 1 - 0                   | K. S. Pogoń Szczecin           | Estadio Zdzisław Krzyszkowiak, Bydgoszcz                                       |                                |
| 2010-11 | Legia Varsovia S. A.               | 1 - 1 (5 - 4 pen.)      | K. K. S. Lech Poznań           | Estadio Zdzisław Krzyszkowiak, Bydgoszcz                                       |                                |
| 2011-12 | Legia Varsovia S. A.               | 3 - 0                   | K. S. Ruch Chorzów             | Estadio Municipal de Kielce, Kielce                                            |                                |
| 2012-13 | Legia Varsovia S. A.               | 2 - 0, 0 - 1            | W. K. S. Śląsk Wrocław         | Estadio Municipal de Wrocław, Breslavia Estadio del Ejército Polaco, Varsovia  | Final a doble partido          |
| 2013-14 | S. P. Zawisza Bydgoszcz (1)        | 0 - 0 (6 - 5 pen.)      | Zagłębie Lubin S. A.           | Estadio Nacional de Varsovia, Varsovia                                         |                                |
| 2014-15 | Legia Varsovia S. A.               | 2 - 1                   | K. K. S. Lech Poznań           | Estadio Nacional de Varsovia, Varsovia                                         |                                |
| 2015-16 | Legia Varsovia S. A.               | 1 - 0                   | K. K. S. Lech Poznań           | Estadio Nacional de Varsovia, Varsovia                                         |                                |
| 2016-17 | K. S. Arka Gdynia (2)              | 1 - 0 (pró)             | K. K. S. Lech Poznań           | Estadio Nacional de Varsovia, Varsovia                                         |                                |
| 2017-18 | Legia Varsovia S. A.               | 2 - 1                   | K. S. Arka Gdynia              | Estadio Nacional de Varsovia, Varsovia \|                                      |                                |
| 2018-19 | K. S. Lechia Gdańsk (2)            | 1 - 0                   | Jagiellonia Białystok S. S. A. | Estadio Nacional de Varsovia, Varsovia                                         |                                |
| 2019-20 | K. S. Cracovia (1)                 | 3 - 2 (pró)             | K. S. Lechia Gdańsk            | Arena Lublin, Lublin                                                           |                                |
| 2020-21 | R. K. S. Raków Częstochowa         | 2 - 1                   | K. S. Arka Gdynia              | Arena Lublin, Lublin                                                           |                                |
| 2021-22 | R. K. S. Raków Częstochowa (2)     | 3 - 1                   | K. K. S. Lech Poznań           | Estadio Nacional, Varsovia                                                     |                                |
| 2022-23 | Legia Varsovia S. A.               | 0 - 0 (6 - 5 pen.)      | R. K. S. Raków Częstochowa     | Estadio Nacional, Varsovia                                                     |                                |
| 2023-24 | Wisła Cracovia S. A. (5)           | 2 - 1 (pró)             | K. S. Pogoń Szczecin           | Estadio Nacional, Varsovia                                                     |                                |
| 2024-25 | Legia Varsovia S. A. (21)          | 4 - 3                   | K. S. Pogoń Szczecin           | Estadio Nacional, Varsovia                                                     | Récord de títulos              |

Nota: pró. = Prórroga; pen. = Penaltis.

### Palmarés
| Club                             | Títulos | Subcamp. | Años de los campeonatos |
| -------------------------------- | ------- | -------- | --- |
| Legia Varsovia                   | 21      | 6        | 1955, 1956, 1964, 1966, 1973, 1980, 1981, 1989, 1990, 1994, 1995, 1997, 2008, 2011, 2012, 2013, 2015, 2016, 2018, 2023, 2025 |
| Górnik Zabrze                    | 6       | 7        | 1965, 1968, 1969, 1970, 1971, 1972                                                                                           |
| Lech Poznań                      | 5       | 6        | 1982, 1984, 1988, 2004, 2009                                                                                                 |
| Wisła Cracovia                   | 5       | 6        | 1926, 1967, 2002, 2003, 2024                                                                                                 |
| Zagłębie Sosnowiec               | 4       | 1        | 1962, 1963, 1977, 1978 |
| Ruch Chorzów                     | 3       | 6        | 1951, 1974, 1996 |
| GKS Katowice                     | 3       | 5        | 1986, 1991, 1993 |
| Amica Wronki                     | 3       | 1        | 1998, 1999, 2000 |
| Raków Częstochowa                | 2       | 2        | 2021, 2022 |
| Lechia Gdańsk                    | 2       | 2        | 1983, 2019 |
| Arka Gdynia                      | 2       | 2        | 1979, 2017 |
| Śląsk Wrocław                    | 2       | 1        | 1976, 1987 |
| Polonia Varsovia                 | 2       | -        | 1952, 2001 |
| Dyskobolia Grodzisk Wielkopolski | 2       | -        | 2005, 2007 |
| Jagiellonia Białystok            | 1       | 2        | 2010 |
| Gwardia Varsovia                 | 1       | 1        | 1954 |
| ŁKS Łódź                         | 1       | 1        | 1957 |
| Wisła Płock                      | 1       | 1        | 2006 |
| Stal Rzeszów                     | 1       | -        | 1975 |
| Widzew Łódź                      | 1       | -        | 1985 |
| Miedź Legnica                    | 1       | -        | 1992 |
| Zawisza Bydgoszcz                | 1       | -        | 2014 |
| KS Cracovia                      | 1       | -        | 2020 |
| Pogoń Szczecin                   | -       | 5        | |
| Polonia Bytom                    | -       | 3        | |
| Zagłębie Lubin                   | -       | 3        | |
| GKS Bełchatów                    | -       | 2        | |
| Piast Gliwice                    | -       | 2        | |